# Arnold Vinnius
Arnold Vinnius (Monster, januari 1588 - Leiden, 1 september 1657) was een Nederlands rechtsgeleerde. Hij wordt gezien als eerste jurist van de zogenaamde Humanistenschool. Samen met Hugo de Groot geldt hij als grondlegger van het zogenaamde Rooms-Hollandse recht.

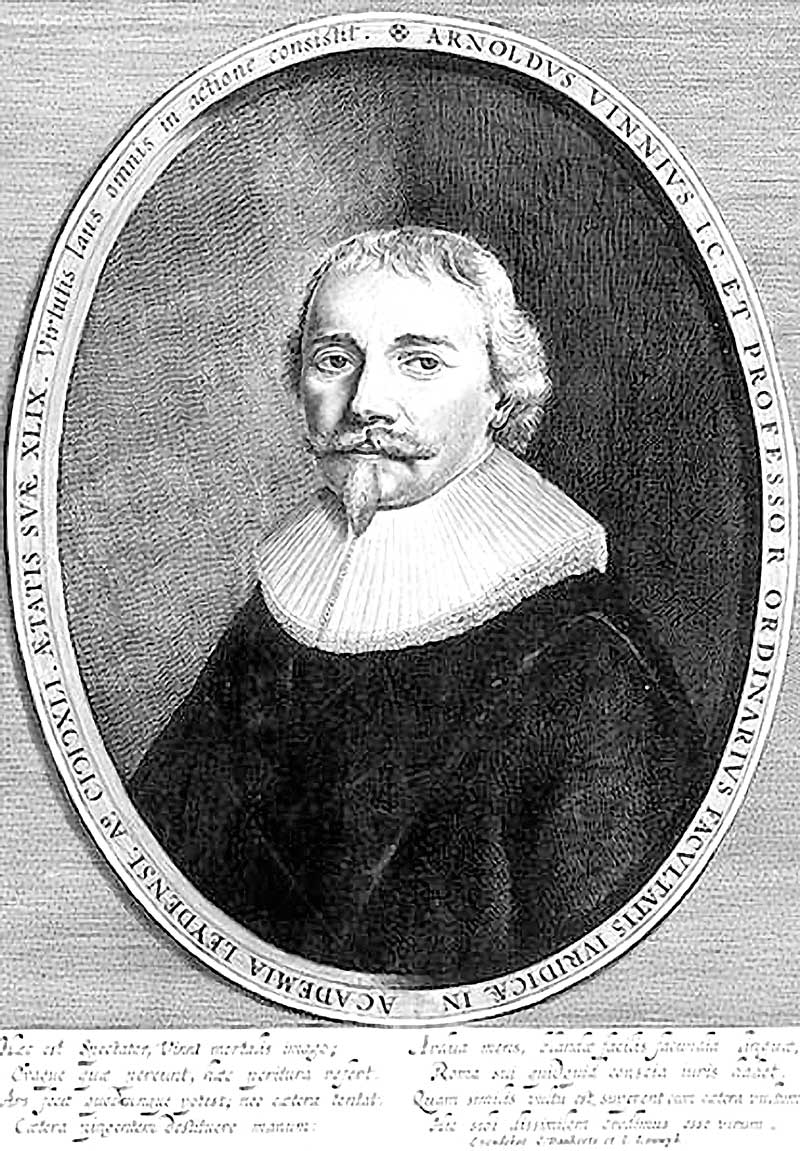
Portret uit de Bijzondere Collecties Universiteit Leiden.

Hij genoot te Den Haag onderwijs aan de Latijnse school en schreef zich in 1603 in aan de Universiteit Leiden. Wanneer hij precies promoveerde is niet duidelijk, maar op 7 december 1613 werd hij te Leiden met de titel jur. dr. ingeschreven. Door zijn kritiek op faculteitsgenoten bleef een leerstoel te Leiden vooralsnog uit. Van 1619 tot 1632 was hij rector van de Latijnse School van Den Haag en publiceerde daarnaast veelvuldig in zijn vakgebied. Hij creëerde in het Nederlandse recht de mengeling van Romeins recht, gewoonterecht en natuurrechtelijke elementen. Hij maakte naam met zijn Institutencommentaren, die honderden jaren hebben gegolden als gezaghebbende inleiding op het Romeinse recht. Zij werden nog in 1999 met instemming geciteerd in het Engelse 'House of Lords'. Verder schreef hij de Jurisprudentia Contracta, een systeem van Romeins recht gebaseerd op Donellus, dat in binnen- en buitenland bekendheid verwierf, en herhaaldelijk opnieuw werd uitgegeven. In 1633 werd hij te Leiden, destijds een internationaal leidend centrum van rechtsgeleerdheid, alsnog buitengewoon hoogleraar in het romeinse recht, waarna in 1636 een echte leerstoel volgde. Bij zijn overlijden in 1657 was hij Rector Magnificus.

## Werk
- Jurisprudentiae contractae sive partitionum iuris civilis, 4 delen, Amsterdam, 1624, Den Haag, 1631, Rotterdam 1664;
- Oratio auspicalis anno 1633 pridie kal. Martii habita, dum Professionem juris, in: Academia Lugduno-Batava ordiretur typis Justi Livii, 4e deel;
- Institutionum Imperialium commentarius academicus et forensis, 4 delen, Amsterdam, 1642
- Tractatus IV de pactis, jurisdictione, collationibus et transactionibus, Amsterdam, 1651;
- Selectarum juris quaestionum, 2 delen, Leiden, 1653;
- Ad rem nauticam pertinentes Commentarii, Leiden, 1647, met noten: P. Peckii;
- Commentarii in Pandectas, Amsterdam, 1665, met noten: M. Wesenbecii;
- Justinianus' Instituten; onder andere in S. van Leeuwen, De origine et progressu Juris Civilis Romani;
- een lijkrede op B. Schotanus in diens Disputationes Juridicae, Amsterdam 1653;
- Gezamenlijke uitgave van zijn werken: Tractatus varii juridici, Lyon, 1748-55, 2 delen;